# CD Cruz Azul

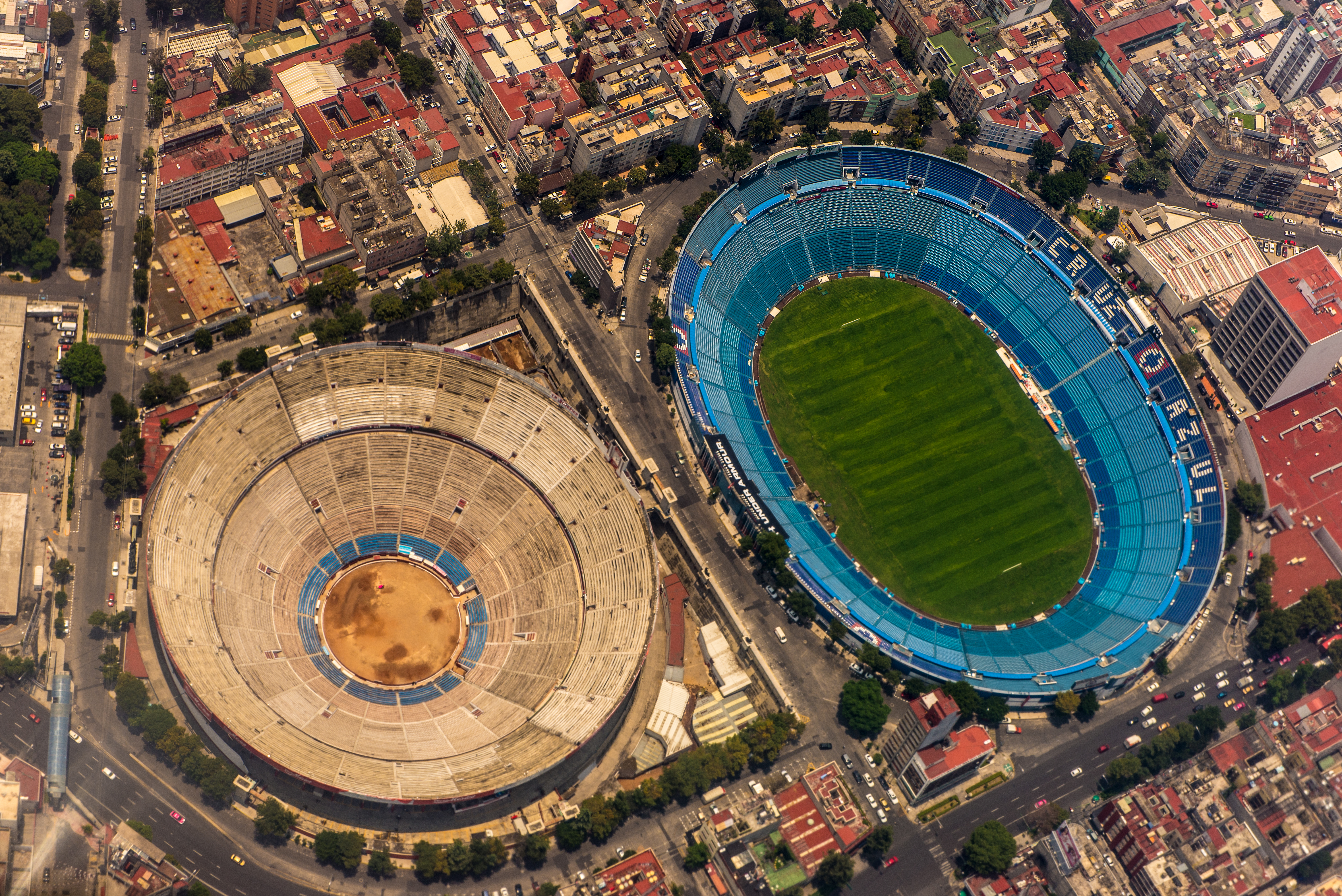
Von 1996 bis 2018 sowie erneut seit 2024 Heimspielstätte des Clubs: das Estadio Azul (rechts)

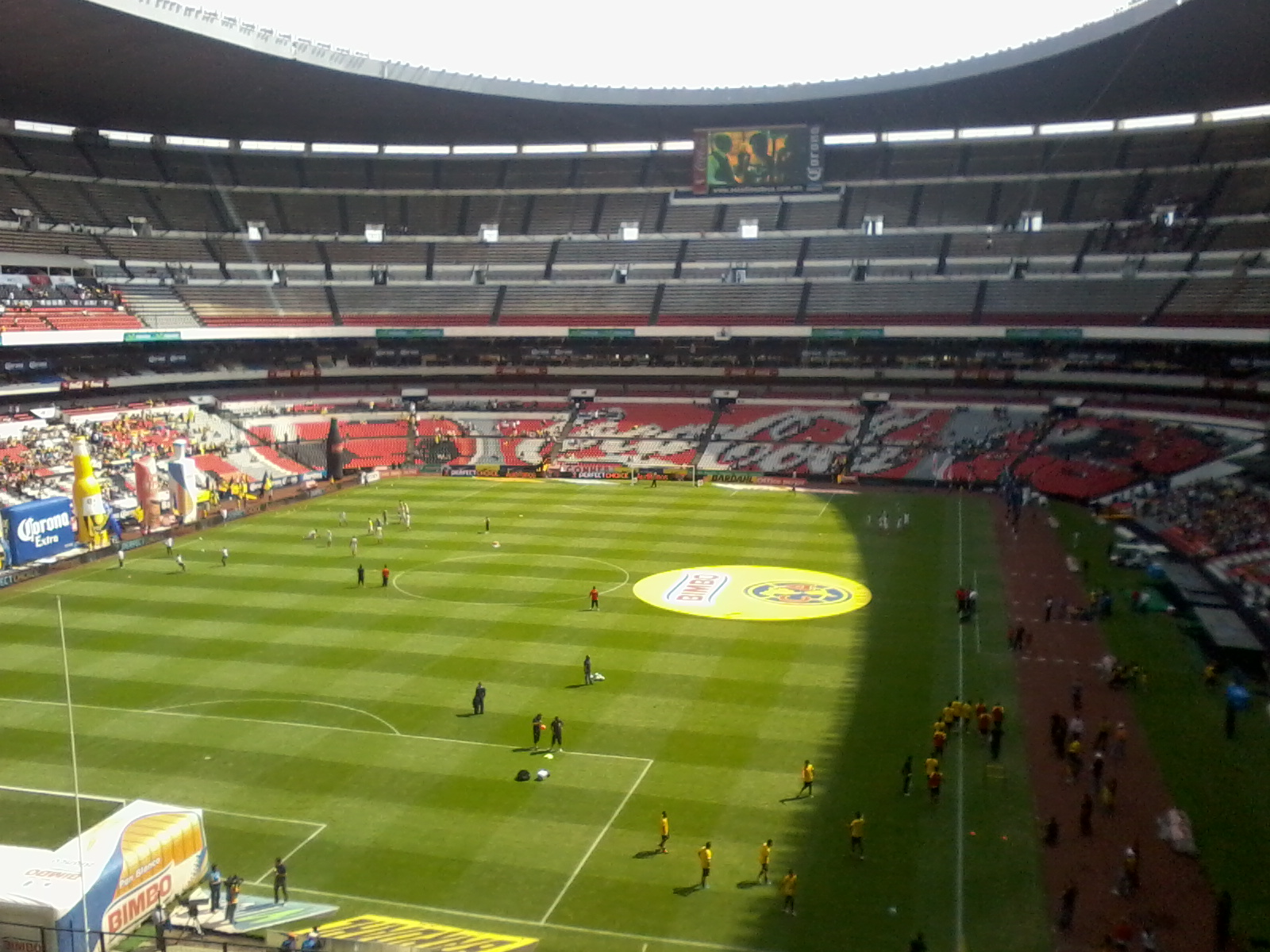
In der Zwischenzeit war das Estadio Azteca Heimspielstätte des Vereins, in dem der Club schon von 1971 bis 1996 spielte.

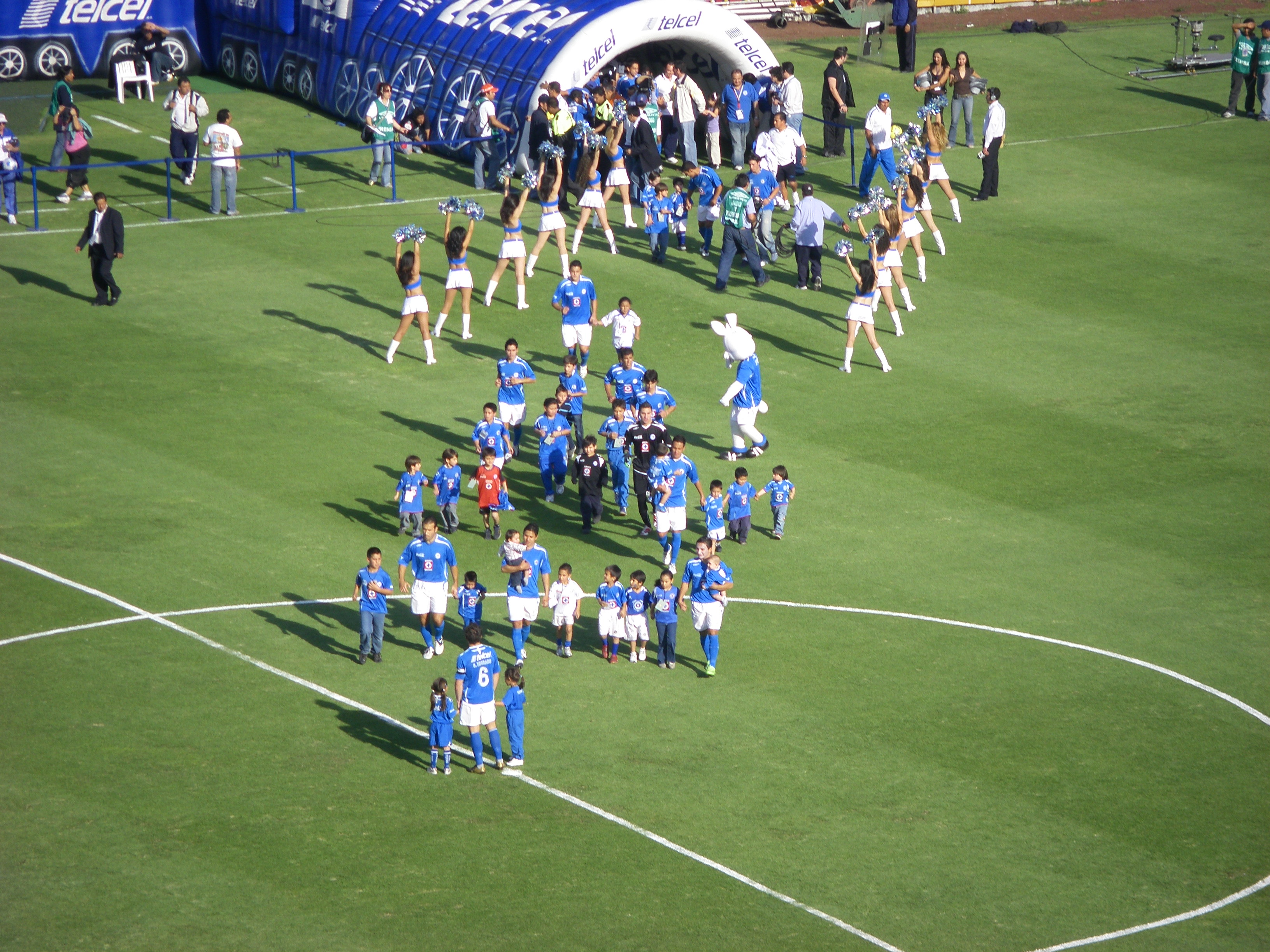
Einlauf der Mannschaft von Cruz Azul vor dem Spiel gegen Atlante am 28. Februar 2009.

Der Club Deportivo Social y Cultural Cruz Azul, oder Deportivo Cruz Azul bzw. kurz Cruz Azul, ist ein mexikanischer Fußballverein, der seit der Saison 1971/72 in Mexiko-Stadt beheimatet ist. Cruz Azul spielt in der Liga MX und trug die Heimspiele bis 2018 im Estadio Azul aus, das sich unweit südlich des Stadtzentrums befindet. Dorthin zog das Team 1996, nachdem man ab 1971 viele Jahre lang im wesentlich weiter südlich gelegenen Estadio Azteca im Stadtteil Coyoacán gespielt hatte. Zur Saison 2018/19 kehrte Cruz Azul in das Estadio Azteca zurück, nachdem der Mietvertrag für das Estadio Azul Ende Mai 2018 abgelaufen war und der Abriss des Stadions geplant war. Wegen der Umbaumaßnahmen des Estadio Azteca in Vorbereitung auf die Fußball-Weltmeisterschaft 2026 kehrte Cruz Azul Anfang 2024 wieder in das noch immer bestehende Estadio de la Ciudad de los Deportes zurück, das 36.681 Zuschauern Platz bietet. Zukünftig plant der Verein in einem eigenen Stadion mit 40.000 bis 50.000 Plätzen zu spielen.

## Geschichte
Der Verein wurde am 22. März 1927 von Arbeitern der Zementfabrik „La Cruz Azul S.A.“ in der Stadt Jasso, Hidalgo gegründet. Guillermo Álvarez Macías und Carlos Garcés waren die Hauptinitiatoren bei der Gründung und den schnellen, frühen Erfolgen des Klubs, der oft den Bundesstaat Hidalgo in nationalen Amateurturnieren vertrat.
Von 1927 bis 1960 spielte das Amateurteam oft in Mexiko-Stadt gegen die Reservemannschaften so renommierter Klubs wie Club América, Necaxa, CF Atlante, Asturias und Marte. Unter dem Eindruck der zunehmenden Erfolge der Mannschaft entschied die Führung des Zementunternehmens (welches später seinen Namen in „Cooperativa Cruz Azul“ änderte) im Jahre 1960, in Jasso ein neues Stadion zu bauen, das Estadio 10 de diciembre, und das Team für die Saison 1960/61 offiziell in der zweiten Liga zu registrieren.
1964 gewann das Team unter dem ungarischen Trainer Jorge Marik die Zweitligameisterschaft, welche zum Aufstieg in die höchste mexikanische Liga, die Primera División, berechtigte. Der Kader der Aufstiegsmannschaft bestand aus folgenden Spielern: Aurelio Calvillo, Enríque Hernández, Enríque López, Félix Cárdenas, Fernando Bustos, Gabriel López, Héctor Pulido, Ismael Velázquez, Jaime Lomeli, Jesús García, José Guadalupe Díaz, Luis Bejarano, Porfirio Gutiérrez, Rafael Padilla, Ramón Ibarra, Raúl Arellano, Roberto Muciño, Roberto Reynoso, Regelio Alba.
In der ersten Saison belegte man den achten Platz, was zu Hoffnungen für die Zukunft berechtigte. Schon vier Jahre später wurde Cruz Azul unter Raúl Cárdenas zum ersten Mal mexikanischer Meister.
Cruz Azul wurde zum erfolgreichsten mexikanischen Team der 1970er Jahre, wurde sechsmal Landesmeister, davon viermal unter Raúl Cárdenas und zweimal unter Ignacio Trelles. Aufgrund dieser Dominanz wurde das Team als „La Máquina“ (die Lokomotive) bezeichnet, ein Spitzname, den es bis heute trägt.
1997 brachte der Mannschaft ihren achten und bisher letzten Meisterschaftsgewinn unter dem Trainer Luis Fernando Tena.

### 2001
2001 wurde Cruz Azul zu einem Turnier mexikanischer und venezolanischer Teams eingeladen. Den zwei besten Mannschaften dieses Turniers winkte das Recht zur Teilnahme an der Copa Libertadores, dem Wettbewerb der besten südamerikanischen Vereinsmannschaften. Cruz Azul schaffte nicht nur im ersten Versuch gleich die Qualifikation, sondern zog gleich ins Finale ein, nachdem man bekannte brasilianische und argentinische Teams wie AD São Caetano, Rosario Central und River Plate ausgeschaltet hatte. Im Finale traf man auf den argentinischen Verein Boca Juniors. Das Hinspiel verlor man daheim mit 0:1, doch gewann man das Rückspiel auswärts mit dem gleichen Ergebnis. Es war das erste Mal, dass Boca Juniors ein Finale der Copa Libertadores daheim verlor. Nachdem die Verlängerung keine Tore gebracht hatte, musste ein Elfmeterschießen die Entscheidung bringen, in welcher die erfahreneren Spieler von Boca Juniors die Oberhand behielten. Cruz Azul blieb jedoch die große Überraschung des Jahres in diesem Wettbewerb, da man gleich bei der ersten Teilnahme bis ins Finale vorgestoßen war. Der damalige Trainer war José Luis Trejo, welcher 2006 mit dem Club CF Pachuca mexikanischer Meister wurde.

### 2005
Am 19. Juli 2005 wurde der argentinische Trainer Rubén Omar Romano, nach dem Training entführt. Er konnte erst zwei Monate später durch eine Polizeiaktion befreit werden. Sieben mutmaßliche Entführer wurden festgenommen.

## Historische Logos

Erstes Logo
Zweites Logo

## Titel
- Mexikanischer Ligameister: 9
  - 1968/69, México 70, 1971/72, 1972/73, 1973/74, 1978/79, 1979/80, Invierno 1997, Guardianes 2021[5]
- Vizemeister: 6
  - 1969/70, 1980/81, 1986/87, 1988/89, 1994/95, Verano 1999
- Copa México: 3
  - 1969, 1997, Clausura 2013
- Campeón de Campeones: 3
  - 1969, 1974, 2021
- Copa Libertadores Finalist: 1
  - 2001
- CONCACAF Champions Cup: 7
  - 1969, 1970, 1971, 1996, 1997, 2014, 2025

## Die „beste Elf aller Zeiten“
Die mexikanische Sportzeitung Récord hat folgendes „Dreamteam“ des CD Cruz Azul mit den wichtigsten Spielern in der Vereinsgeschichte der Cementeros ermittelt (die Jahreszahlen in Klammern beschreiben die Vereinszugehörigkeit):
Miguel Marín (1971–1980) – Ignacio Flores (1972–1990), Alberto Quintano (1971–1977), Javier Guzmán (1967–1978), Javier Sánchez Galindo (1966–1974) – Carlos Jara Saguier (1975–1983), Guillermo Mendizábal (1974–1982), Fernando Bustos (1963–1976) – Francisco Palencia (1989–2001), Carlos Hermosillo (1991–1998), Eladio Vera (1971–1977).

## Spieler
- Mauro Camoranesi (1998–2000)
- Óscar Pérez Rojas (1998–2008)
- Aarón Galindo (2002–2006)
- Ricardo Osorio (2002–2006)
- César Delgado (2003–2007)
- Francisco Fonseca (2005–2006)
- Gerardo Torrado (2005–)

## Fans
Cruz Azul hat derzeit zwölf offizielle Fanklubs, von denen die Ultrà-Gruppierung La Sangre Azul die Bedeutendste sein dürfte.
Zu den bekannten Fans der Cementeros zählen unter anderem:
- Marco Antonio Barrera, Boxer
- Eugenio Derbez, Schauspieler
- Martha Higareda, Schauspielerin, Drehbuchautorin und Produzentin
- Claudia Lizaldi, Nachrichtensprecherin, Schauspielerin und Model
- Emmanuel Del Real, Klavierspieler von Café Tacuba